# Sexualidade e deficiência
A sexualidade e deficiência é uma temática da vida cotidiana de pessoas com deficiência. O senso comum delimita a vida sexual de pessoas com deficiência como se esta atividade não existisse ou como um tabu. Por desconhecimento, uma série de suposições não verdadeiras é realizada, são criadas crenças e visões estereotipadas, além do preconceito.
O aprendizado destas pessoas é realizado através de contato com outros indivíduos com deficiência. Com o advento da tecnologia, tornou-se um pouco mais fácil a busca de informações através, por exemplo da Internet, nas comunidades virtuais.

## Sexualidade e deficiência mental
Pessoas com deficiência intelectual são submetidas muitas vezes a um tratamento protetor, como se fossem individuos assexuados ou eternamente crianças. A sexualidade destes pode também ser vista como algo selvagem, que deve ser reprimido. De acordo com diversos autores, estas pessoas sentem desejo, amam, sentem prazer e querem ser amadas. A condição de sexual destas pessoas depende muito das suas condições educacionais. Geralmente, trata-se as pessoas com diferentes deficiências de forma igualitária, mas, na verdade, dependem de condições psicossociais diversas. Existe, inclusive, a fobia que um possível descendente possa ter também deficiência intelectual. Um mito pois nem toda deficiência intelectual é transmitida de forma hereditária. Outro pensamento comum é que pessoas com deficiência possuem uma condição que as faz praticarem atitutes sexuais a toda hora, e por isso devem ser atenuadas, contrapondo-se a o outro mito da assexualidade.

## Sexualidade e deficiência física
A sexualidade é tida pela sociedade como algo ligado apenas às regiões íntimas. Todavia, principalmente para indivíduos com lesões medulares, outros locais podem ser estimulados, como, no caso das mulheres, os mamilos, por exemplo, sendo possível chegar a uma situação denominada de paraorgasmo. Pode ocorrer também a falta de lubrificação vaginal que é resolvida através de lubrificantes íntimos. Já para os homens, a ereção é possível dependendo do caso, mas o controle da ejaculação fica prejudicado em lesões completas.